# Alexander Walkden, 1. Baron Walkden
Alexander George Walkden, 1. Baron Walkden (* 11. Mai 1873 in Hornsey, London Borough of Haringey; † 25. April 1951) war ein britischer Gewerkschafter und Politiker (Labour Party).

## Leben und Tätigkeit
Walkden war das zweite von neun Kindern des Charles Henry Scrivener Walkden, einem Buchhalter bei der Great Northern Railway, und seiner Ehefrau Harriet Rogers. Er wurde an der Merchant Taylors’ School ausgebildet in Ashwell. Im Juli 1889 trat er in den Dienst der Great Northern Railway.
Im Juni 1906 wurde Walkden hauptberuflicher Gewerkschafter: In diesem Jahr wurde er zum Generalsekretär des britischen Verbandes der Eisenbahnangestellten (Railway Clerks' Association of Great Britain and Ireland) ernannt. Diesen Posten behielt er bis 1936 bei. In diesen dreißig Jahren baute er die Association zu einer einflussreichen Kraft innerhalb der britischen Arbeiter- und Gewerkschaftsbewegung aus. Zudem war er maßgeblich am Aufbau des Internationalen Transportarbeiterverbandes (ITV) beteiligt. Mit einer Amtszeit von dreißig Jahren war Walkden der bis heute mit Abstand am längsten amtierende Generalsekretär der Railway Clerks’ Association, die heute als Transport Salaried Staffs' Association firmiert. Aufgrund seiner Verdienste um die Organisation wurde das in den 1960er Jahren in London errichtete neue Hauptquartier der Association nach ihm als Walkden House benannt.
Bei der britischen Parlamentswahl vom Dezember 1918 kandidierte Walkden als Kandidat der Labour Party im Wahlkreis Wolverhampton West für einen Sitz im House of Commons, dem britischen Parlament, unterlag aber gegen seinen konservativen Gegenkandidaten. Weitere Kandidaturen für einen Sitz im Parlament im selben Wahlkreis bei einer Nachwahl im Jahr 1922 und bei der regulären Parlamentswahl des Jahres 1922 sowie eine Kandidatur im Wahlkreis Heywood and Radcliffe im Jahr 1924 endeten ebenfalls mit Niederlagen.
Bei der Parlamentswahl des Jahres 1929 gelang es Walkden schließlich als Kandidat der Labour Party für den Wahlkreis Bristol South als Abgeordneter in das House of Commons gewählt zu werden, dem er zunächst bis 1931 angehörte. Bei der vorgezogenen Parlamentswahl des Jahres 1931 verlor Walkden seinen Sitz an seinen konservativen Gegenkandidaten Noel Ker Lindsay. Bei der folgenden Parlamentswahl von 1935 konnte er seinen Sitz zurückerobern und erneut als Abgeordneter für Bristol South ins Parlament einziehen, dem er bis zur Unterhauswahl vom Sommer 1945 angehörte, bei der er nicht zur Wiederwahl antrat. Stattdessen wurde er im Juli 1945 als Baron Walkden, of Great Bookham in the County of Surrey in den Adelsstand erhoben und damit automatisch Mitglied des House of Lords. In diesem bekleidete er von 1945 bis 1949 das Amt des stellvertretenden Chefeinpeitscher (Captain der Yeomen of the Guard) der Labour-Fraktion.
Von den nationalsozialistischen Polizeiorganen wurde Walkden Ende der 1930er Jahre als wichtige Zielperson eingestuft: Im Frühjahr 1940 setzte das Reichssicherheitshauptamt in Berlin ihn auf die Sonderfahndungsliste G.B., ein Verzeichnis von Personen, die im Falle einer erfolgreichen deutschen Invasion Großbritanniens durch die Sonderkommandos der SS-Einsatzgruppen mit besonderer Priorität ausfindig gemacht und verhaftet werden sollten.
Walkdens Adelstitel erlosch, da er kinderlos war, mit seinem Tod im Jahr 1951.

## Schriften (Auswahl)
- The Railways Act, 1921 ... Notes and Observations Mainly for the Information of the Staff, Etc. 1921.
- A Practical Scheme for the Nationalisation and Co-ordination of Public Transport. Memorandum Submitted by A.G. Walkden ... to the Royal Commission on Transport Together with Extracts of His Examination by the Commission. 1929.